# Parornix texanella
Parornix texanella är en fjärilsart som först beskrevs av August Busck 1906.  Parornix texanella ingår i släktet Parornix och familjen styltmalar. Inga underarter finns listade i Catalogue of Life.